# 方叔壯
方叔壯（16世紀—17世紀），字芑田，湖廣襄陽府南漳縣人，明朝政治人物。

## 生平
方叔壯是萬曆四十年（1612年）壬子科湖廣鄉試舉人，崇禎元年（1628年）授嵊縣知縣，好學而擅長寫作，晚年信奉佛教，八十多歲時去世。

## 引用
1. 1 2  民國《南漳縣志·卷十五·人物志一》：方叔壯，字芑田，日升子，萬曆壬子舉人，官嵊縣知縣，好學善屬文，晚耽浮屠氏說，卒年八十餘，子飈起副貢生。襄城教諭。 乾隆府志參訪冊